# گری فایلز
گری فایلز (انگلیسی: Gary Files) بازیگر، کارگردان نمایش، نویسنده و صداپیشه اهل استرالیا و کانادا است.
از فیلم‌ها یا برنامه‌های تلویزیونی که وی در آن نقش داشته‌است، می‌توان به فریادی در تاریکی، سایهٔ طنابِ دار و باشگاه اشاره کرد.